# فورکولا
فورکولا (به ایتالیایی: Forcola) یک کومونه در ایتالیا است که در استان سوندریو واقع شده‌است.

## خصوصیات
فورکولا ۱۵٫۷ کیلومترمربع مساحت و ۸۷۰ نفر جمعیت دارد.